# Marco Rose
Marco Rose (Leipzig, 11 de setembro de 1976) é um treinador e ex-futebolista alemão que atuava como lateral-esquerdo. Atualmente está sem clube.

## Carreira como jogador
Neto de Walter Rose, jogador que fizera sucesso nas diversas variações do Leipzig, com um jogo pela Seleção Alemã em 1937, Marco seguiu os passos do avô e também jogou durante dezesseis anos no clube, desde as categorias de base até se profissionalizar. Deixou o Loksche em 2000 dada a falência deste, assinando com o Hannover 96, antes de seguir ao Mainz 05 após conseguir o acesso com o time à Bundesliga em sua última temporada enquanto era treinador por Ralf Rangnick.
Chegando incialmente por empréstimo ao clube da 2. Bundesliga, fora treinado por Jürgen Klopp, que estava em seu início de carreira como treinador. Sobre a época em que treinara Rose, Klopp chegou a comentar sobre Rose, que se tornara o líder entre os jogadores da equipe: "Eu confio em Marco em tudo". Rose ficara conhecido em sua passagem pelo clube quando, após o acesso à Bundesliga pela primeira vez do pequeno clube, disse ao sair do ônibus da equipe: "É isso: Rose é um jogador de primeira divisão! Há alguma objeção? Não? Ok!"

## Carreira como treinador

### Red Bull Salzburg
Treinado em seu último ano na equipe principal do Mainz 05 por Thomas Tuchel, outro significativo treinador do futebol alemão, fora na equipe reserva do Mainz que Rose iniciara sua carreira como treinador, como assistente de Martin Schmidt enquanto ainda atuava como jogador pela equipe reserva. Retornou ao Lokomotive Leipzig como treinador em 2012, evitando o rebaixamento para a quinta divisão deste naquele ano — o clube seria rebaixado no ano seguinte. A boa temporada lhe rendeu um contrato para treinar as categorias de base do austríaco Red Bull Salzburg, inicialmente o sub-16, época que a equipe principal do clube era treinado pelo alemão Roger Schmidt. Com a equipe Sub-18, fora campeão do campeonato austríaco da categoria.

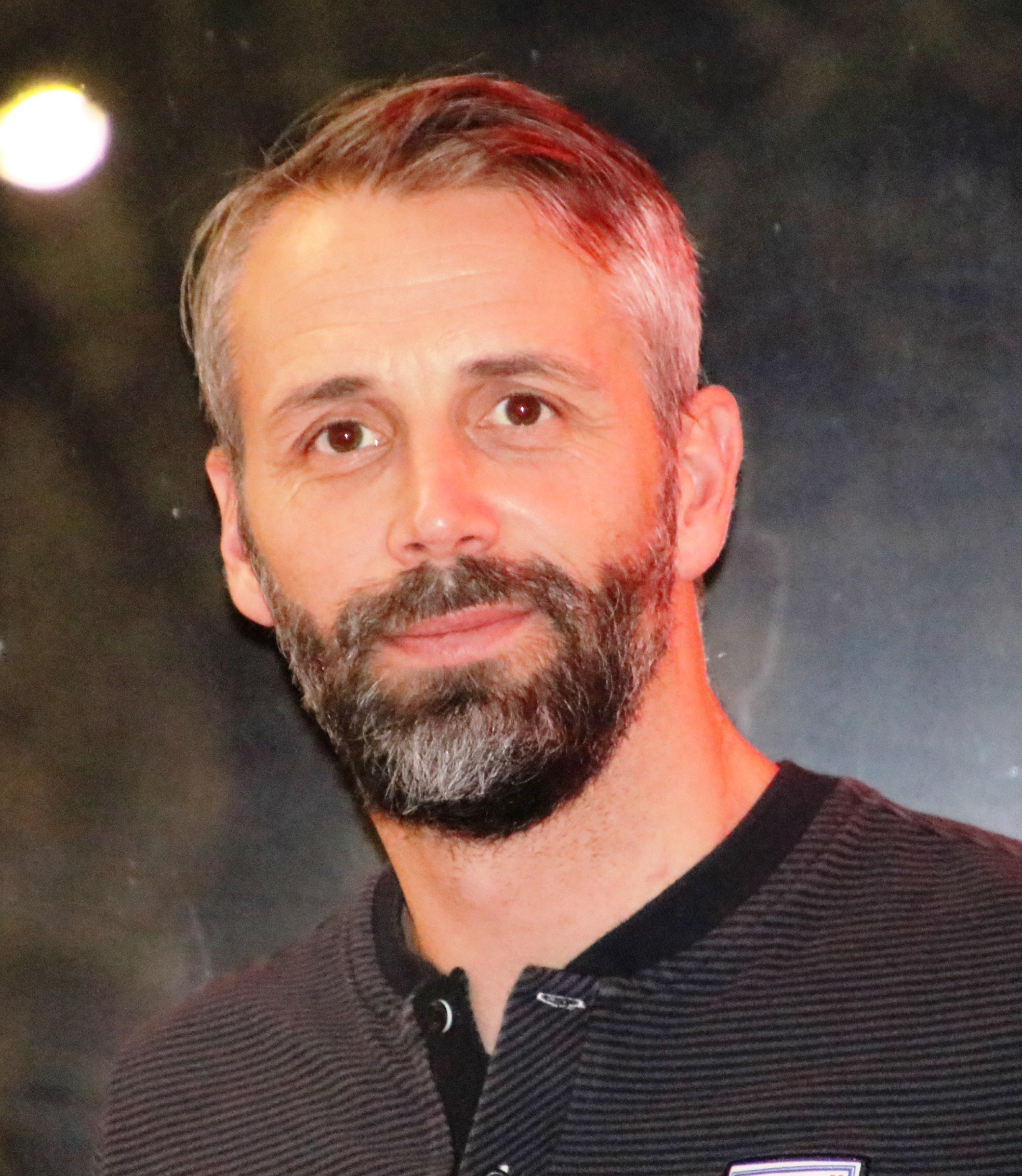
Rose em 2017

Na Áustria, Rose obteve o surpreendente título da Liga Jovem da UEFA em 2017 com a equipe Sub-19, a principal competição de base do futebol europeu, batendo alguns dos principais clubes das cinco principais ligas do futebol europeu, como Manchester City, Paris Saint-Germain, Atlético de Madrid e Barcelona. Na final, ganhou de 2 a 1 de virada do Benfica. No ano seguinte, assumiu a equipe principal do Salzburg após a saída do espanhol Óscar García Junyent, chegando a uma também surpreendente semifinal da Liga Europa da UEFA em sua primeira temporada com um futebol ofensivo batendo os tradicionais Borussia Dortmund e Lazio no caminho, além de ter terminado em primeiro em seu grupo e de conquistar o título do campeonato austríaco.
Em seu segundo ano na equipe, chegou às oitavas de final após vencer todos os seis jogos da fase de grupos, além de conquistar de novo o título do campeonato, além de uma dobradinha com a Copa da Áustria. O retrospecto o levou ao Borussia Mönchengladbach, seu primeiro trabalho em uma das cinco principais ligas europeias, com os Fohlen pagando uma compensação financeira ao Salzburg entre um e três milhões de euros pela transferência. Enquanto treinou o clube austríaco, a equipe de Rose não perdeu nenhum jogo em casa.

### Borussia Mönchengladbach
Na primeira temporada sob o comando de Rose, o Borussia Mönchengladbach chegou a liderar a Bundesliga por oito rodadas consecutivas. Terminou na quarta posição ao fim do campeonato, classificando o clube para a Liga dos Campeões da UEFA, tendo a terceira melhor defesa da competição. Na sua segunda temporada pelo clube, conseguiu avançar com sua equipe para as oitavas de final da Liga dos Campeões, no disputado grupo que contava com Real Madrid, Internazionale e Shakhtar Donetsk.
Em 15 de fevereiro de 2021, após meses de especulações, o Gladbach anunciou em suas redes sociais que Rose partiria rumo ao Borussia Dortmund ao fim da temporada. Sua multa recisória foi avaliada em 5 milhões de euros.

### Borussia Dortmund
Rose assumiu o comando do clube para a temporada 2021–22. No dia 20 de maio de 2022, o Borussia Dortmund anunciou sua demissão. Em 46 jogos, a equipe de Rose obteve 27 vitórias, quatro empates e 15 derrotas. O treinador levou a equipe ao vice-campeonato da Bundesliga. Porém, participou de três eliminações precoces. Na Copa da Alemanha, o Borussia perdeu para o St.Pauli nas oitavas de final, na Liga dos Campeões caiu na fase de grupos e na Liga Europa foi eliminado pelo Rangers, ainda na segunda fase.

## Títulos

### Como jogador
Hannover 96
- 2. Bundesliga: 2001–02

### Como treinador
Red Bull Salzburg Sub-19
- Liga Jovem da UEFA: 2016–17

Red Bull Salzburg
- Bundesliga: 2017–18 e 2018–19
- Copa da Áustria: 2018–19

RB Leipzig
- Copa da Alemanha: 2022–23
- Supercopa da Alemanha: 2023